# Моро (Пакистан)
Моро (англ. Moro) — город в пакистанской провинции Синд, расположен в округе Наушахро-Ферозе. Население — 93 486 чел. (на 2010 год).

## Административное деление
Моро административно разделён на 3 союзных совета .

## Географическое положение
Город расположен на расстоянии 12 км от реки Инд, высота над уровнем моря — 28 метров.

## Демография
| 1961   | 1972   | 1981   | 1998   | 2010   |
| ------ | ------ | ------ | ------ | ------ |
| 10 019 | 19 132 | 30 340 | 59 321 | 93 486 |